# Test delle figure aggrovigliate
Il Test delle Figure Aggrovigliate di André Rey è utilizzato, insieme ad altre prove, all’interno di batterie Neuropsicologiche volte a restituire una fotografia del funzionamento cognitivo globale dell’esaminato. Permette di approfondire il livello di specifiche abilità visuo-spaziali, esecutive e verbali. In particolare, lo scopo di questo test (adattato da Rey, 1966) è quello di verificare le abilità di segmentazione delle figure e di controllo e inibizione sulle risposte già fornite. Consente di valutare la capacità del paziente nell'esecuzione delle discriminazioni figura-sfondo e nel riconoscimento dei contorni delle figure. Principalmente è una prova di riconoscimento visivo, fornisce tuttavia alcune informazioni anche sulla capacità del soggetto di monitorare la propria prestazione senza lasciarsi catturare da quelle figure che emergono con maggiore facilità dallo sfondo, dunque sull'applicazione delle funzioni esecutive relative all’auto-monitoraggio e al controllo inibitorio. Evidenzia inoltre eventuali difficoltà di denominazione, relative alle funzioni cognitive della memoria semantica e coinvolte nel processo di recupero e espressione delle informazioni dichiarative. Infine, rileva la presenza di deficit di esplorazione spaziale, collegati al sistema di attenzione selettiva e alla programmazione dei movimenti saccadici, oculo-motori.

## Versione italiana
La versione italiana del test è stata curata da Mondini et al., 2003 per l’inclusione del test nella batteria ENB 2, Esame Neuropsicologico Breve seconda edizione. 

## Modalità di somministrazione
L’esaminatore mostra il riquadro dell’adattamento del Test Figure Aggrovigliate di Rey (1966)  al paziente, spiegandogli che dovrà riuscire a distinguere i vari elementi rappresentati (numeri, lettere, animali etc.). Il cronometro  viene avviato alla fine delle istruzioni e viene consentito un tempo di 4 minuti per eseguire il compito. Il paziente dovrà discriminare e nominare nel tempo massimo concesso, quante più figure possibili, su un foglio in cui sono disegnate in maniera sovrapposta circa 50 figure, che nell'insieme appaiono come un unico groviglio. La consegna sarà dunque: “Su questo foglio ci sono numerose figure sovrapposte, come lettere, numeri, immagini di oggetti, di animali etc. Cerchi di identificarle, me le indichi e mi dica il loro nome”.
Scoring: Vengono annotate le risposte congruenti, quelle ripetute, gli errori visivi, semantici, le anomie e gli errori di denominazione. Il punteggio corrisponde solo al numero di figure riconosciute correttamente.  Il cut-off di riferimento è pari a 28 (punteggio grezzo).

## Abilità indagate e substrato teorico

### Riconoscimento visivo sulla base della discriminazione figura-sfondo
Il processo cognitivo della percezione, attivato in riferimento all’abilità di riconoscimento visivo, fa riferimento alla psicologia della Gestalt e alle sue leggi. La percezione rappresenta l’insieme delle funzioni psicologiche che consentono, associate all’uso degli organi di senso, di acquisire informazioni sull'ambiente esterno.  Secondo la teoria della Gestalt, il processo percettivo avviene in più fasi: analisi dello stimolo (distale), ed elaborazione cognitiva, che comporta l’organizzazione percettiva sensoriale dello stimolo e la fase di riconoscimento. Secondo questa teoria, il processo percettivo ubbidisce a precise leggi, seleziona e suddivide gli stimoli recepiti, eleggendo rispettivamente figura (ha una forma) e sfondo (è indifferenziato e amorfo), che rappresentano la struttura minima della percezione visiva. La percezione visiva determina dunque rispettivamente una figura e uno sfondo che emergono in maniera immediata e coercitiva, ed allo stesso tempo ordinata e strutturata. La figura viene infatti percepita come dotata di qualità globali ovvero come una rappresentazione unica, in cui gli elementi formano una totalità coerente e significativa. Max Wertheimer (1923) formulò le “Leggi di segmentazione del campo visivo”, a cui la nostra percezione visiva ubbidirebbe. Il più importante tra i fattori gestaltici analizzati nel Test è la “Pregnanza” o “Buona forma”, ovvero la capacità di rilevare e percepire come figure le forme che presentano la migliore organizzazione possibile delle parti che le costituiscono in un singolo oggetto dotato di simmetria, regolarità, coerenza strutturale, carattere unitario dell'insieme. 
La compromissione di questa abilità, comporta l’impossibilità, durante il test, di discernere correttamente le figure, saperle discriminare dallo sfondo per percepirle con chiarezza e immediatezza nella loro rappresentazione unitaria e indipendente. Il soggetto potrebbe dunque rilevare un basso numero di figure, percepire figure contaminate o solo parti di esse, mostrarsi confuso e dubbioso durante la prestazione, chiedere più tempo per svolgere il compito, dichiarare apertamente di non riuscire a scorgere alcuna immagine di senso compiuto.

### Esplorazione spaziale
Il processo cognitivo principalmente coinvolto nell’esplorazione spaziale si riferisce all'attenzione: in particolar modo nella sua componente selettiva e visuo-spaziale, a cui si collegano i movimenti oculari saccadici. L’attenzione selettiva è la capacità di selezionare una o più fonti d’informazione rilevanti in presenza di molti stimoli diversi, che agiscono da “distrattori”, rispetto alle informazioni “chiave”, principali. Consente dunque di selezionare gli stimoli percettivi più salienti rispetto alla quantità di dettagli che provengono dall’ambiente esterno. I meccanismi che guidano la selezione durante l’esplorazione visuo-spaziale dipendono sia dalle proprietà fisiche dell’immagine (colore, forma, contrasto ed orientamento) e dunque dalla loro salienza, sia dal controllo cognitivo (goal-driven) che indirizza la direzione di sguardo in relazione alle richieste del task. Lo spostamento degli occhi durante l’esplorazione spaziale è perciò guidato da un meccanismo che è allo stesso tempo bottom-up e top-down. La selezione e l’elaborazione dello stimolo visivo è dunque strettamente connessa alla programmazione del movimento oculare successivo: prima ancora che gli occhi incomincino a muoversi, l’attenzione percettiva si sposta sul bersaglio della saccade futura. Secondo questa ipotesi nota come “teoria premotoria” dell’attenzione, esisterebbe una stretta correlazione tra meccanismi che regolano la selezione attentiva e quelli che determinano il programma oculo-motorio. 
Una compromissione di questa abilità, comporta la mancata esplorazione visiva di una parte del riquadro del Test, che non consente dunque di scorgere le figure contenute in quella determinata sezione. Può comportare altresì la perseverazione nel rilevare la stessa immagine, con ancoraggio attentivo e incapacità di distogliere lo sguardo per passare alla figura successiva, o una sensazione di confusione e smarrimento dovuta all’intrusione degli stimoli “distrattori”. Per apporre una diagnosi differenziale relativamente a disturbi come eminegligenza, maculopatia etc. risulta necessario abbinare il test a reattivi neuropsicologici diversificati e a eventuali referti neurologici.

### Denominazione visiva
Questa abilità si basa sul processo cognitivo della memoria, nello specifico sulla sua componente semantica (Tulving, 1982), che permette di creare un collegamento tra la funzione percettiva del riconoscimento visivo e la risposta verbale, con l’attivazione motoria legata all’emissione del suono collegato alla parola identificata e recuperata. Endel Tulving (1982) per primo ha introdotto il termine “memoria semantica” per identificare un tipo di memoria dichiarativa che comprende i concetti che descrivono oggetti concreti e astratti, indipendente dal contesto e culturalmente condivisa. I concetti hanno un ruolo centrale nel trattamento delle informazioni perché aiutano a interfacciare la percezione (raccolta di informazioni dall'ambiente) e l'azione (emissione informazioni per l'ambiente). I concetti forniscono la conoscenza semantica per la comprensione della comunicazione verbale. La cognizione semantica può essere scomposta in tre componenti principali interattive costituite da reti neurali separabili: la semantica di ingresso/uscita, ovvero la traduzione tra sensazione o azione motoria e conoscenza semantica; la rappresentazione a lungo termine di concetti; i meccanismi di controllo che interagiscono con la vasta quantità di conoscenza semantica al fine di generare un comportamento appropriato.  Ogni compito verbale basato sulla selezione di informazioni di natura semnatica, richiede una combinazione variabile di tutte queste tre componenti, la cui compromissione comporta la perdita di informazioni di natura e qualità variabile. 
Un deficit di questa abilità può comportare difficoltà nella produzione verbale delle risposte con anomie, talvolta accompagnate dall’effetto “tip of the tongue”, parafasie semantiche o fonologiche, da sottoporre ad un’ulteriore analisi per escludere la presenza di forme afasiche. Per approfondire elementi agnosici, si può svolgere un’ulteriore indagine domandando al soggetto, al termine del compito, di descrivere le qualità associate alla figura rilevata e le sue modalità di utilizzo. Il test va comunque ricompreso all’interno di batterie a più ampio spettro, per definire con precisione il quadro clinico.

### Controllo e inibizione delle risposte già fornite
Il controllo inibitorio concerne l’abilità di frenare e controllare risposte impulsive (o automatiche) e generare risposte mediate dall'attenzione e dal ragionamento. Questa capacità cognitiva fa parte delle funzioni esecutive e contribuisce all'anticipazione, alla regolazione e alla pianificazione degli obiettivi. Permette di pianificare e attuare progetti finalizzati al raggiungimento di un obiettivo, controllando l’influenza degli stimoli esterni ed interni sulla prestazione, ed è necessaria per monitorare e modificare il proprio comportamento al fine di adeguarlo ai cambiamenti nel contesto (Miyake e collaboratori, 2000). 
Nel test, il controllo inibitorio risulta fondamentale per controllare l’interferenza degli stimoli visivi che rappresentano informazioni irrilevanti ai fini dell’obiettivo, come immagini salienti che tendono ad ancorare l’attenzione e che vanno escluse dal processo di focalizzazione; dall’altro per evitare la ripetizione di risposte già fornite, auto-monitorando la propria prestazione per inibire l’impulso di riproporre la denominazione della stessa figura. Un soggetto che presenta deficit in questa abilità potrebbe tendere alla perseverazione nelle risposte, a comportamenti verbali impulsivi come ripetere la denominazione della stessa figura più volte, ad auto-correzioni successive a errori nella prestazione etc. Per discriminare la presenza di un generale decadimento cognitivo, il test può essere associato a batterie di approfondimento e screening.

## Correlati neuro-biologici
Per le abilità di percezione visiva, orientamento attentivo e programmazione dei movimenti oculari è stata rilevata una sovrapposizione anatomo funzionale tra importanti networks occipito-parieto-frontali, in particolare con la via collicolo talamica (nucleo dorso-mediale del talamo) che raggiunge neuroni visivi delle aree frontali (FEF) e i neuroni parietali posteriori (LIP). 
In riferimento alla denominazione visiva e dunque alla memoria semantica si deve sottolineare che le aree cerebrali coinvolte nei processi di memorizzazione sono molteplici. La più rilevante nel funzionamento della memoria dichiarativa (sede della conoscenza di fatti e nozioni) è il lobo temporale che comprende la neocorteccia temporale, l'amigdala, l'ippocampo e il sistema limbico.
La corteccia prefrontale e i circuiti cortico-sottocorticali associati, sono invece stati sottesi alle funzioni esecutive. L'area prefrontale dorsolaterale sarebbe coinvolta particolarmente nella astrazione e pianificazione di azioni; l'area prefrontale e orbitofrontale nella regolazione delle emozioni e nei processi decisionali; l'area del cingolo anteriore (soprattutto nella parte dorsale) e corteccia pre-frontale mediale sarebbe coinvolta nel controllo della motivazione e degli stimoli interferenti.